# Necropoli del Sorbo
La Necropoli del Sorbo è una area funebre etrusca, afferente all'antica città di Caere, situata su un'altura tufacea a sud-est di Cerveteri, in provincia di Roma.

## Scavi
Dopo gli scavi del 1836 che hanno portato alla luce la Tomba Regolini-Galassi,, l'area fu oggetto di scavi sistematici tra il 1910 e il 1916, nel 1929, e quindi nel 1969, quando furono condotte dall'archeologo Giovanni Colonna.

## Descrizione
La necropoli si estende per circa 10 ettari ed è nota soprattutto per la Tomba Regolini-Galassi,  ritrovata intatta nel 1836, i cui reperti, come la fibula d'oro, sono oggi esposti ai musei Vaticani.
La necropoli, utilizzata a partire dal periodo villanoviano fino al periodo tardo etrusco ellenistico, è una delle più importanti necropoli mediterranee dell'Età del Ferro; qui infatti sono state ritrovate 454 tombe, 239 ad incinerazione e 215 a inumazione.

## Reperti
Di seguito alcuni dei principali reperti ritrovati nella necropoli:
| Fotografia | Descrizione                                                                                        |
| ---------- | -------------------------------------------------------------------------------------------------- |
|            | Urna cineraria biconica dalla tomba 17 del VII secolo a.C.; scavi del 1969                         |
|            | Cinturone dalla tomba 17 del VII secolo a.C.; scavi del 1969                                       |
|            | Piattino con profilo di uomo barbato dalla tomba n. 2, del IV secolo a.C.                          |
|            | Lastra d'oro, con decorazione a filigrana, dalla tomba Regolini-Galassi di cerveteri, 675-650 a.C. |

### Annotazioni
1. ↑  Descrizione dal catalogo online: "Grande fibula da parata, ad arco ellittico con staffa a disco, traversa singola e pendenti a doppia spirale; decorazione a motivi geometrici e vegetali e teoria di animali, resi con varie tecniche: granulazione, sbalzo, punzone. Le anatrelle a tutto tondo sull'arco sono ottenute saldando insieme le due metà ottenute da una lamina lavorata a sbalzo; i leoni sul disco sono ritagliati da una lamina a parte." - Dalla camera di fondo (principale) della tomba Regolini-Galassi nella necropoli del Sorbo a Cerveteri.

### Fonti
1. ↑   Le altre Necropoli: il Sorbo, Ripa Sant'Angelo e Monte Abetone, su archivio.comune.cerveteri.rm.it. URL consultato il 3 agosto 2024.
2. 1 2   Cerveteri (Necropoli del Sorbo), su canino.info. URL consultato il 31 luglio 2024.
3. 1 2   Maria Antonietta Rizzo, La necropoli del Laghetto tra vecchi e nuovi scavi (PDF), in Scienze dell'antichità.
4. ↑   Tumulo Regolini Galassi e Necropoli del Sorbo, su cultura.gov.it. URL consultato il 31 luglio 2024.
5. ↑   CERVETERI (Roma). La storia della necropoli etrusca del Sorbo e della tomba “Regolini Galassi”., su archeomedia.net. URL consultato il 31 luglio 2024.